# Крылатка-зебра
Крылатка-зебра, или рыба-зебра, или полосатая крылатка (лат. Pterois volitans) — вид лучепёрых рыб семейства скорпеновых.

## Описание
Максимальная длина тела 45,7 см. Это хищные рыбы. Они могут легко проглатывать рыб длиной до двух третей собственной. Окраска тела красная с многочисленными светлыми полосками; грудные плавники большие. Масса тела достигает 1 кг. Крылатка имеет длинные ленты спинных и грудных плавников — в этих роскошных веерообразных плавниках таятся острые ядовитые иглы. Укол колючками этой рыбы очень болезнен. Яд вызывает судороги и паралич. На месте прокола возникает некроз или сепсис. Часто при уколах люди теряют сознание, иногда даже может наступить смерть.

## Ареал и места обитания
Встречается в тропических водах Индийского и Тихого океанов — у берегов Китая, Японии и Австралии. Широко распространена в Красном море у берегов Египта. В последнее время широко распространилась в коралловых рифах Карибского побережья острова Гаити и в проливе Мона. Является объектом промысловой подводной охоты, мясо  на  любителя. Представляет угрозу для экосистемы Карибского моря, уничтожая многие виды коралловых рыб.

## Фото

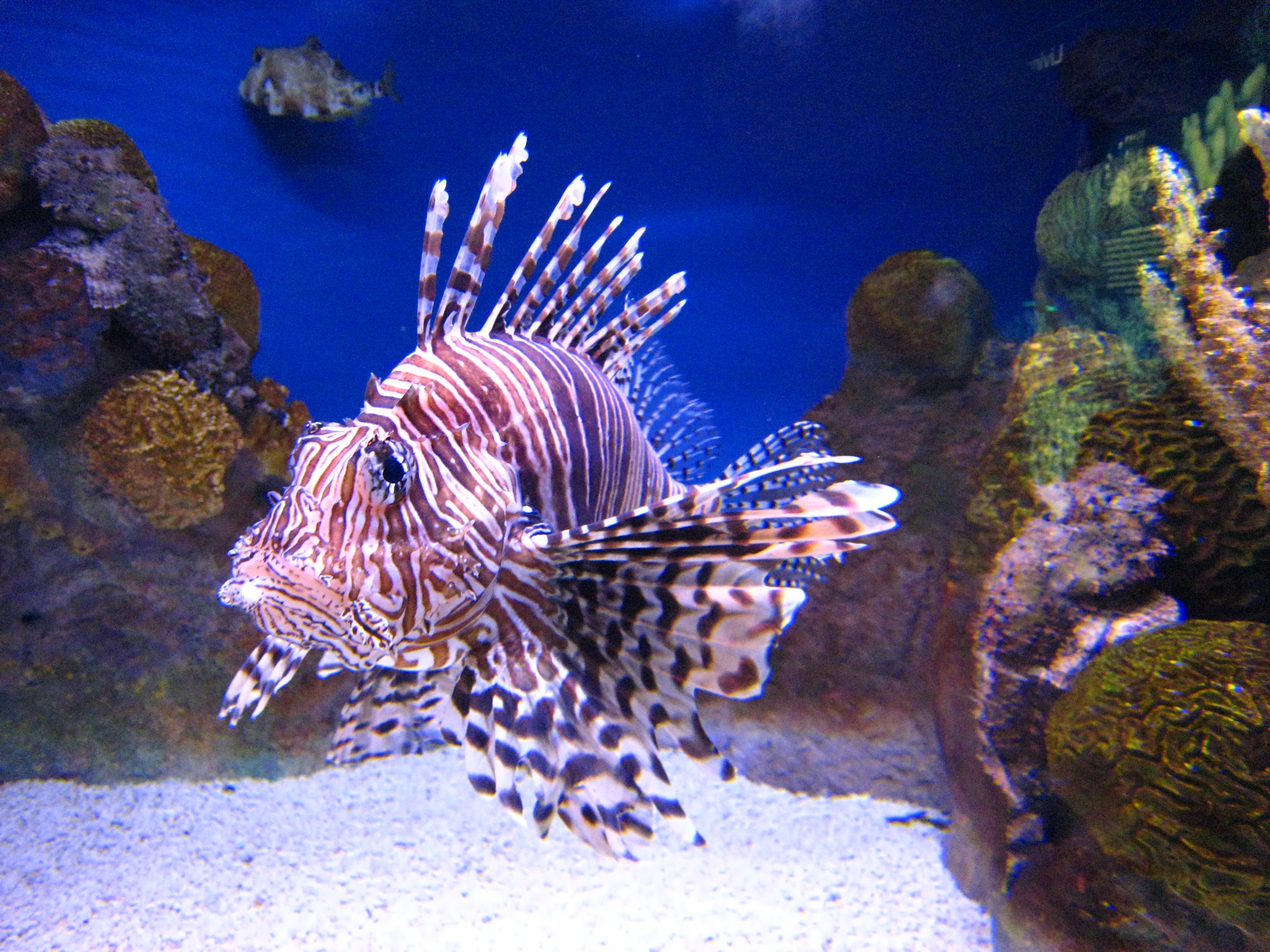
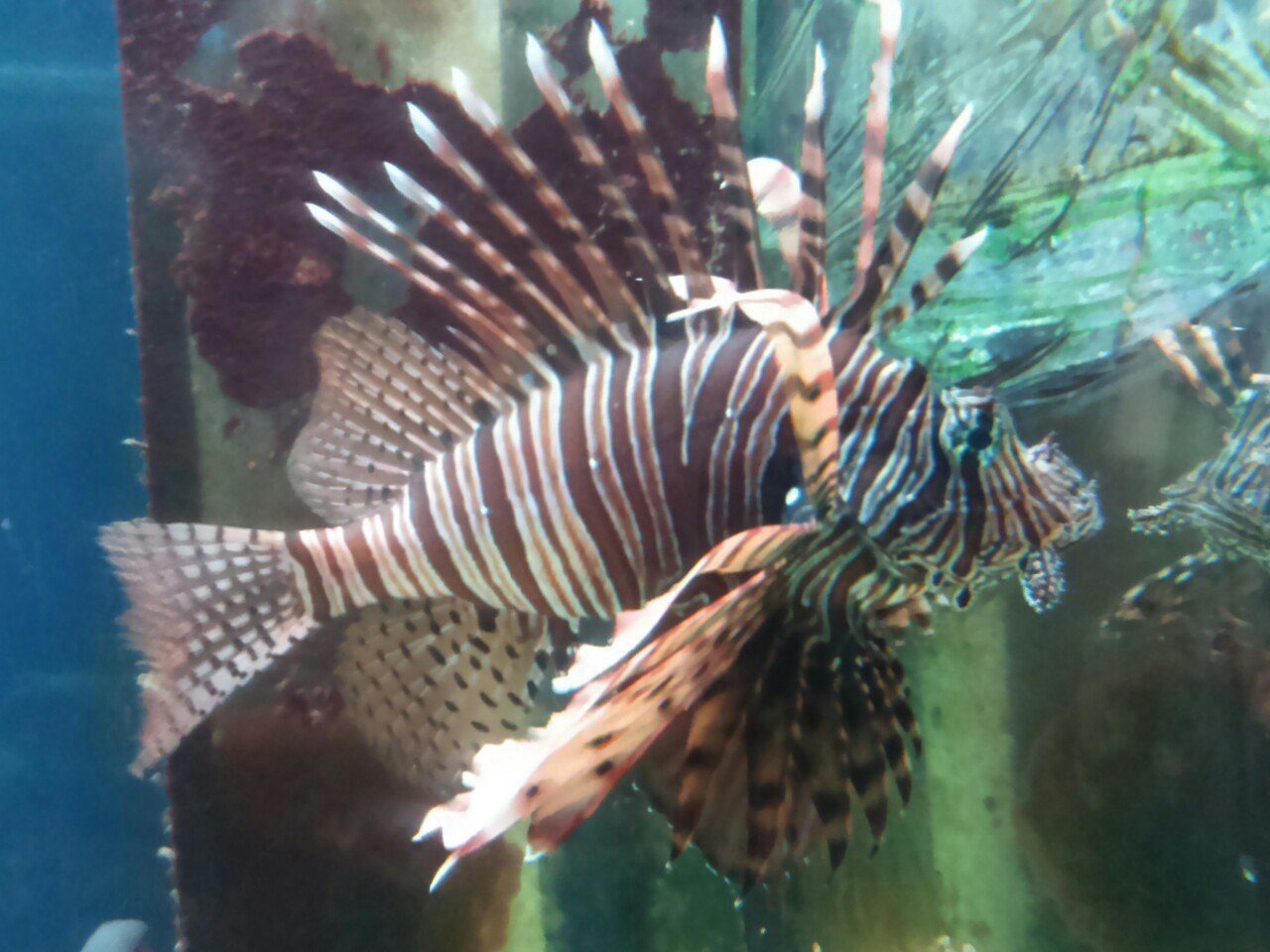
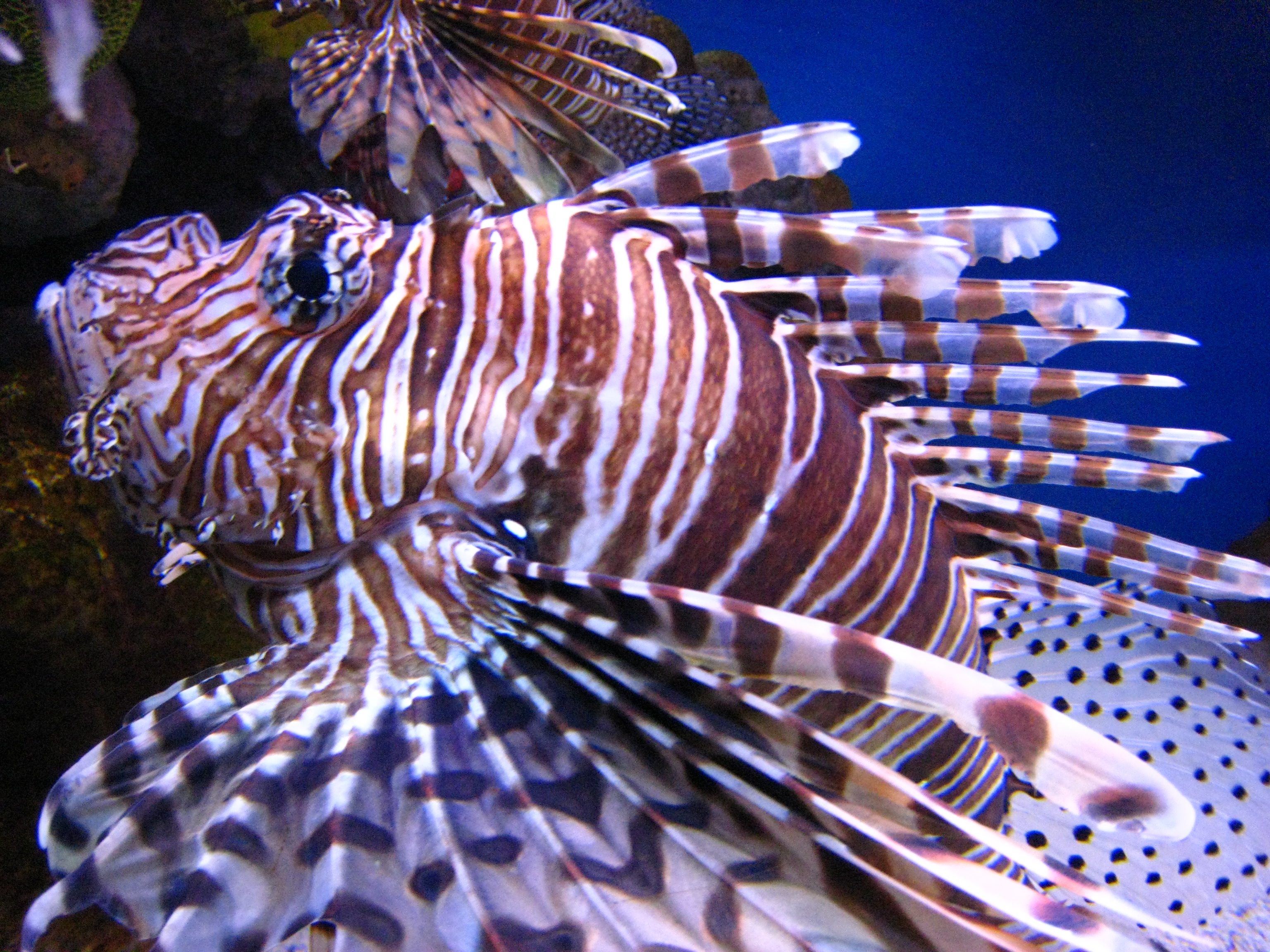
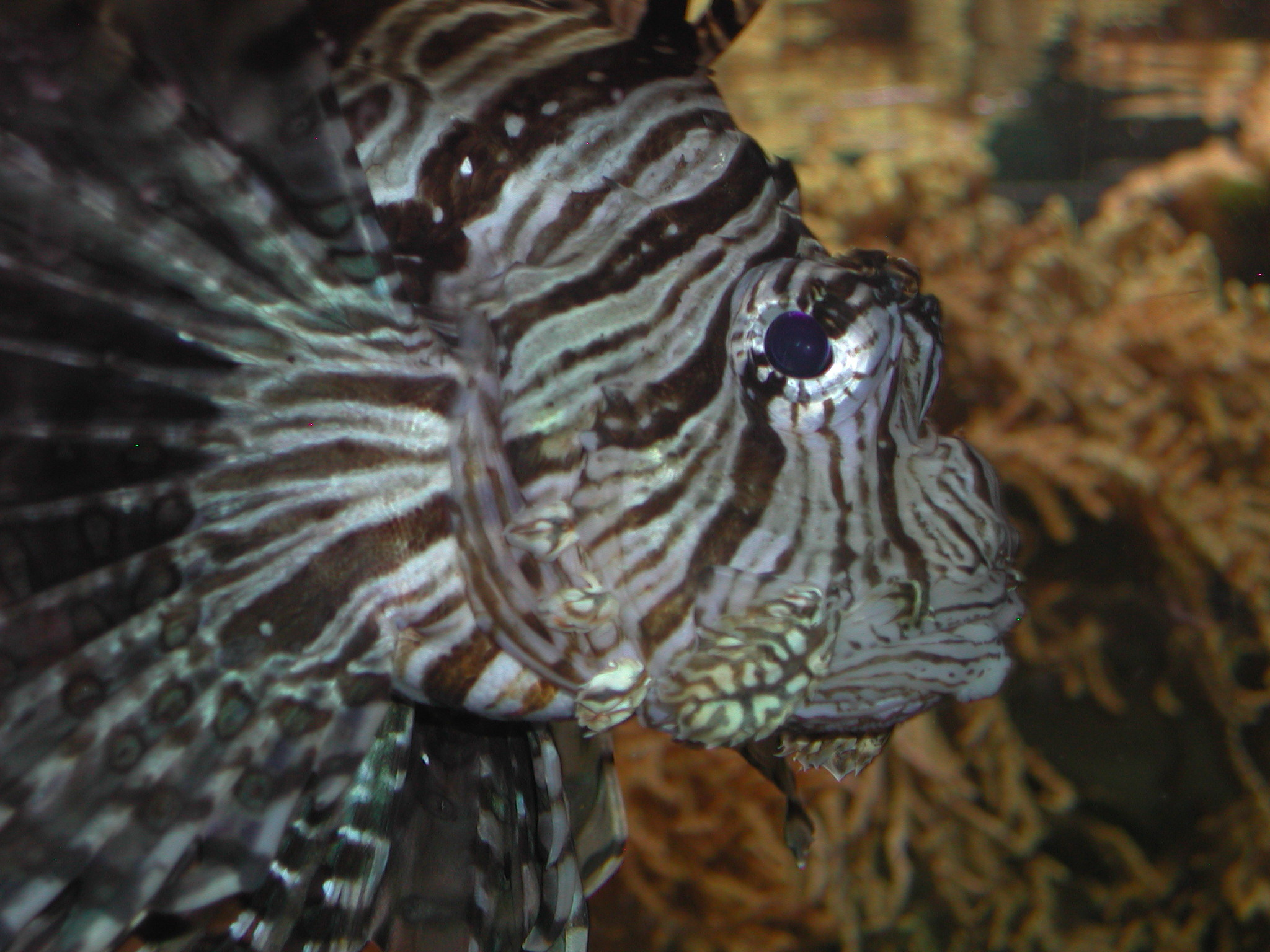
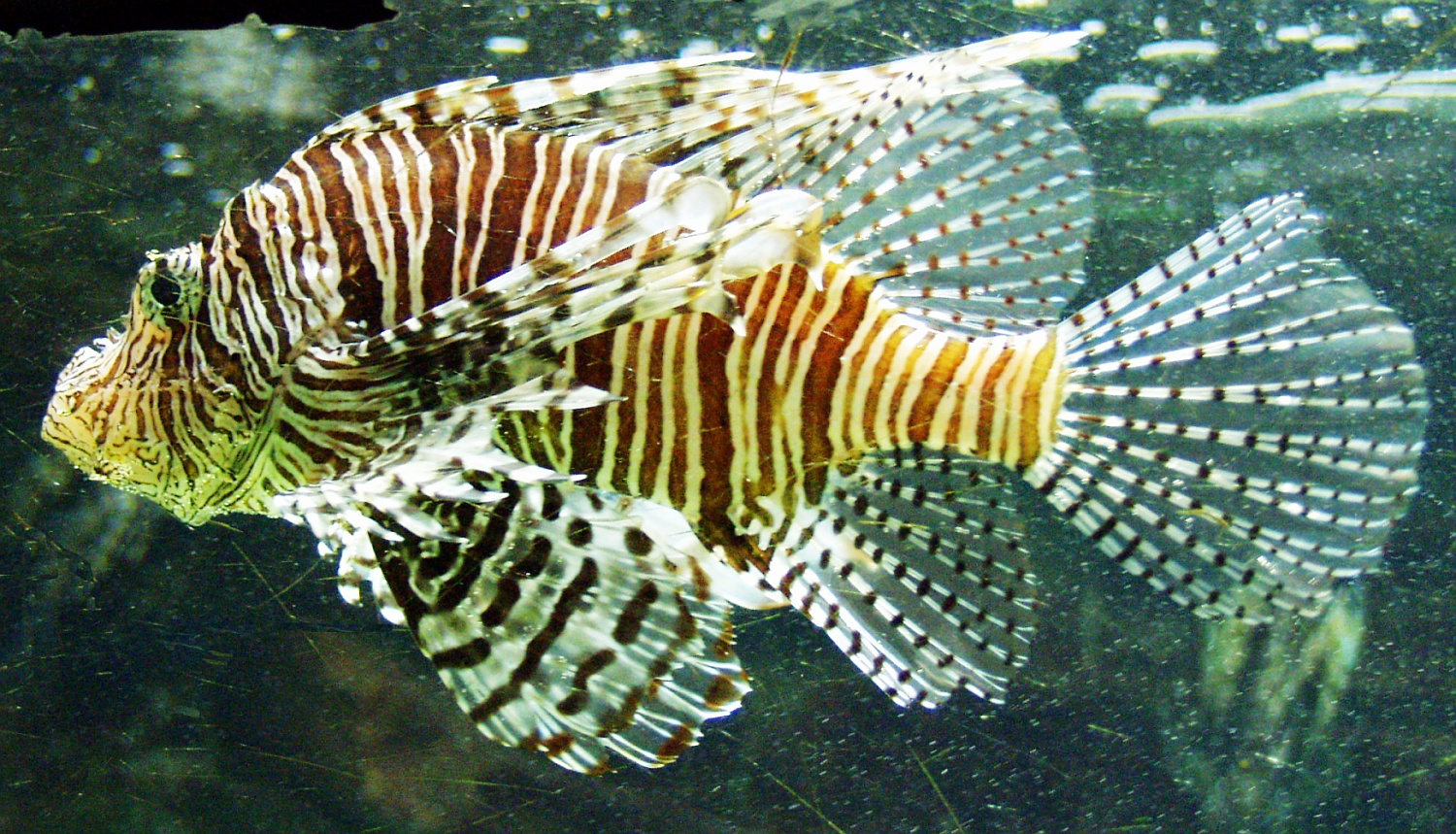
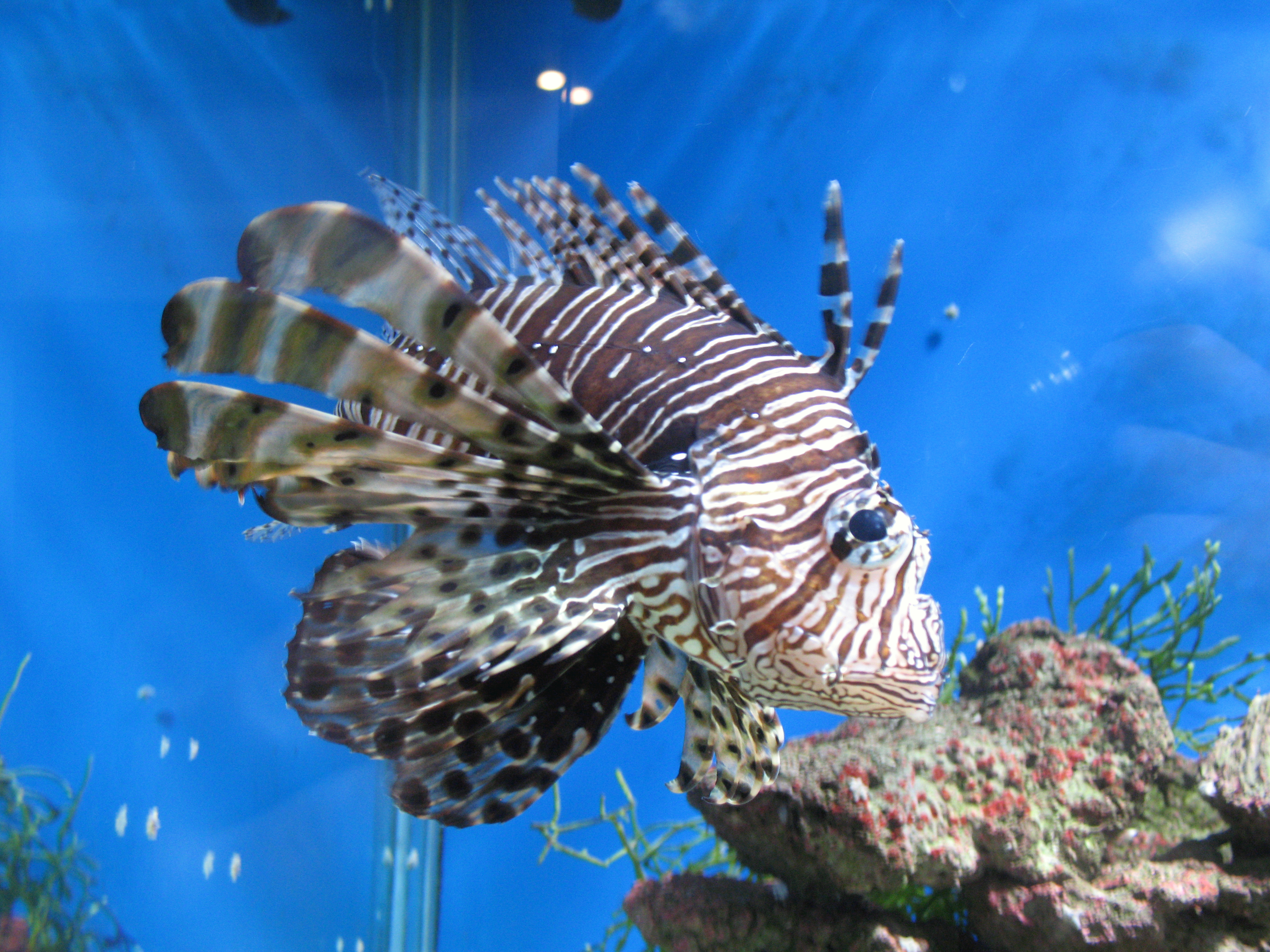
Крылатка-зебра
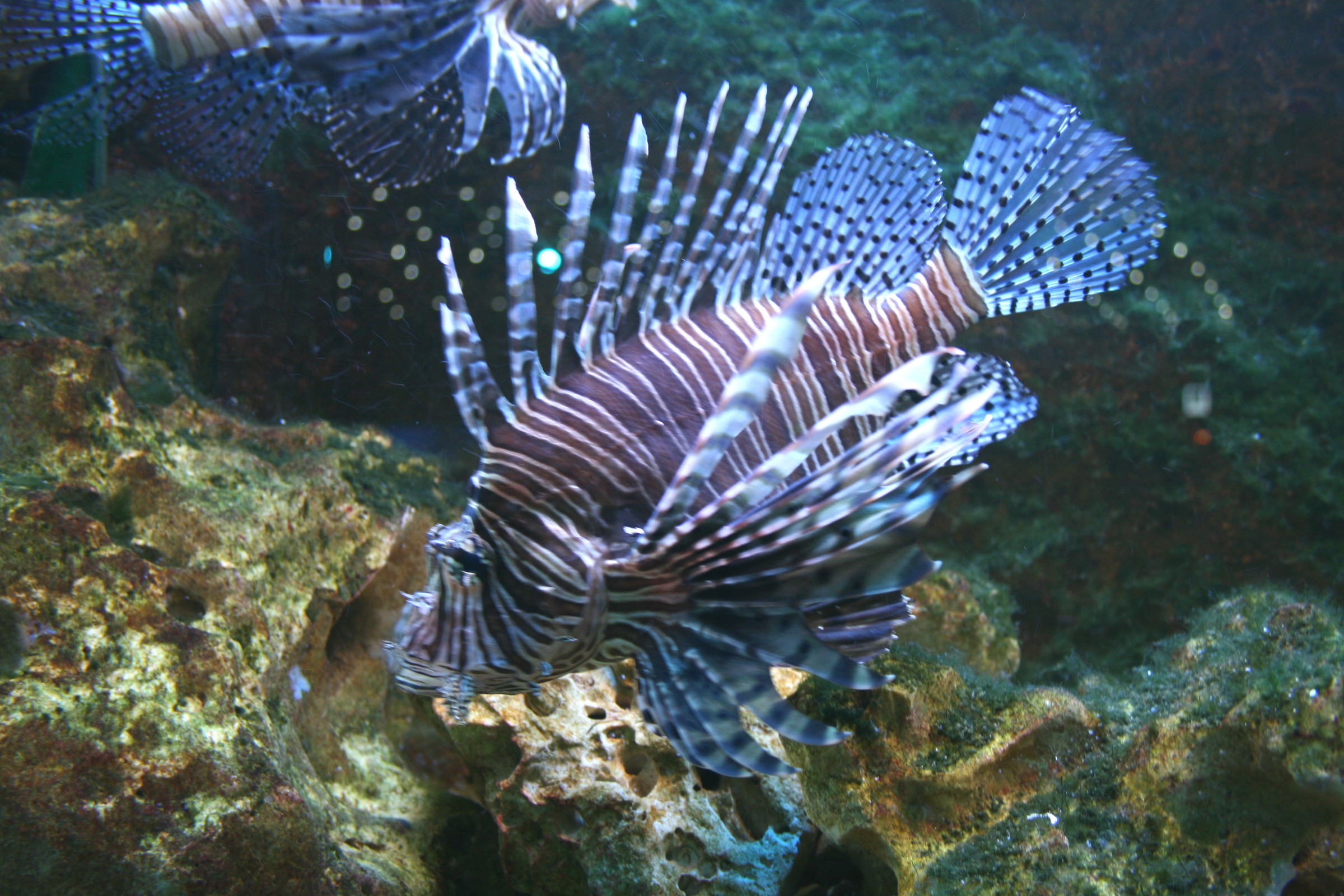
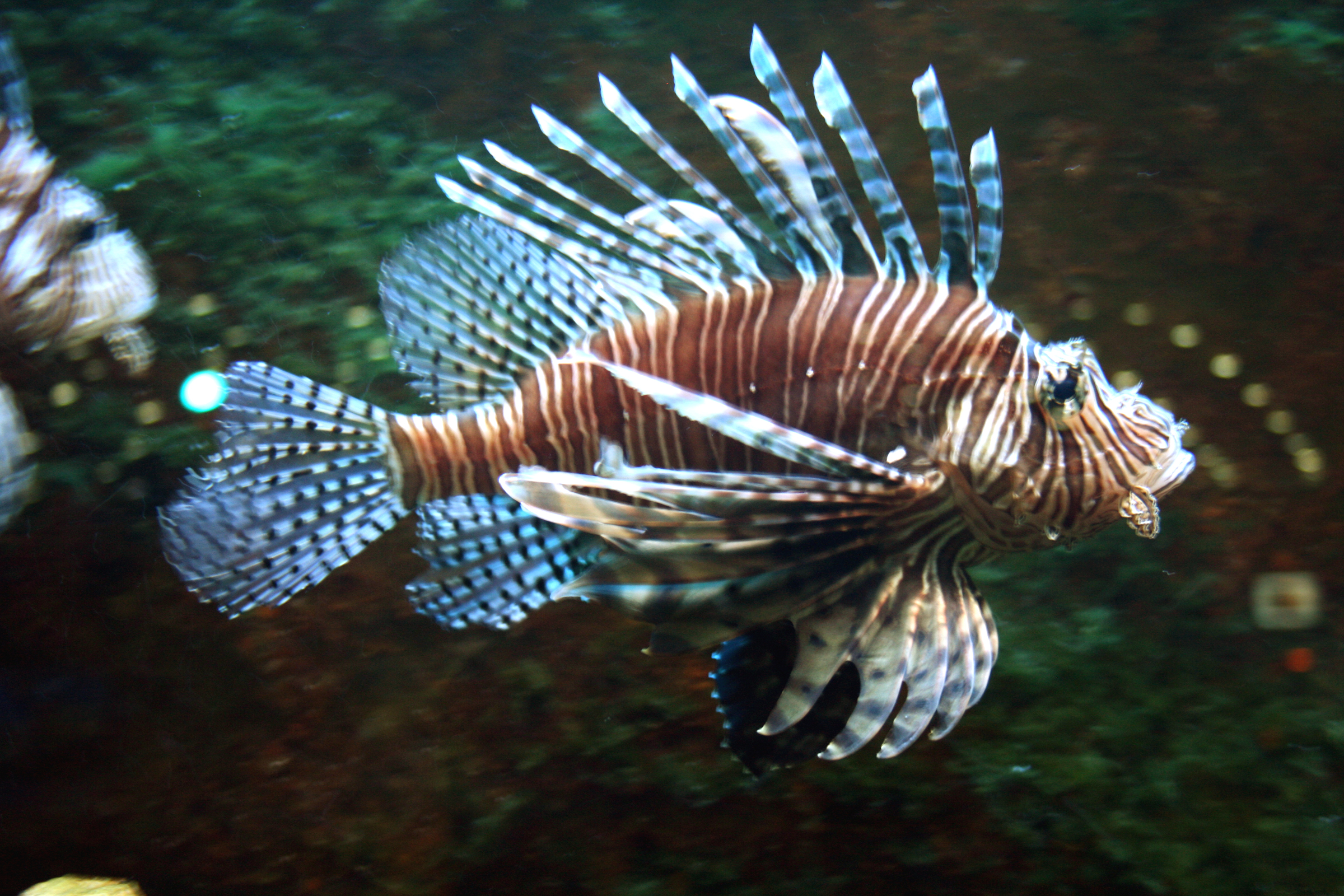
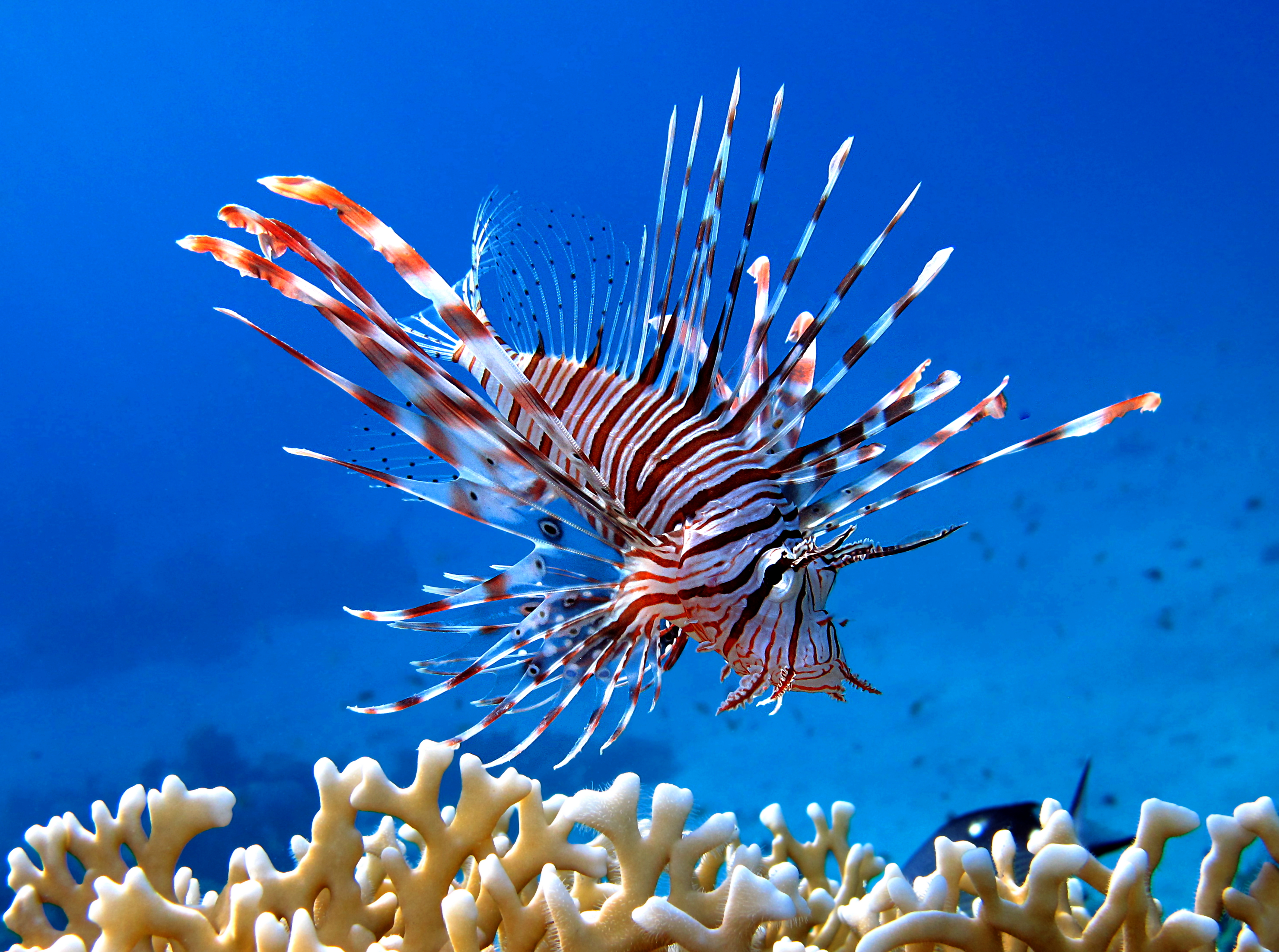